# Aquara
Aquara község (comune) Olaszország Campania régiójában, Salerno megyében.

## Fekvése
A község a Alburni-hegység lábainál fekszik, a Cilento és Vallo di Diano Nemzeti Park területén.

## Története
Aquarát az ókorban alapították görög telepesek. A legendák szerint nevét a központjában fakadó tiszta vízű forrás után kapta. A későbbiekben az etruszkok, lucaniaiak, szamniszok, majd a rómaiak fennhatósága alá került. A népvándorlások korában a gótok foglalták el a vidéket, őket a longobárdok követték, akik a Salernói Hercegséghez csatolták. 1076-ban Robert Guiscard csapatai elfoglalták és a Szicíliai Királyság része lett. A következő századokban egy báróság központja volt. A 12. században a leccei grófok fennhatósága alá került, majd a 14. századtól Anjou királyi birtok lett. 1417-ben II. Johanna nápolyi királynő Tommaso Sanseverinónak, Marsico grófjának ajándékozta. Fia és örököse Guglielmo Sanseverino részt vett a II. Ferdinánd aragóniai király elleni összeesküvésben, ezért elveszítette a birtokot, amely ismét a király tulajdonába került. 1504-ben a királyi flotta kapitánya, Gonzalo de Cordoba kapta ajándékba szolgáltaiért. A 19. század elejéig többször is hűbérurat váltott. 1811-ben lett önálló település amikor a Nápolyi Királyságban felszámolták a feudalizmust. Utolsó birtokosa Vincenzo Troiano volt.

## Népessége
A népesség számának alakulása:

## Főbb látnivalói
- a 12. században épült Palazzo ducale (Hercegi palota)
- a 11. században, a longobárd Desiderius püspök által alapított San Pietro bencés kolostor
- egy i. e. 1. században épült római villa maradványai
- a 17. század végén, barokk stílusban épült San Rocco-kápolna (Szent Rókus-kápolna)
- a 15. század elején épült Santa Maria del Carmelo-templom és a hozzá tartozó egykori karmelita kolostor épületei